# Архимандрит Викентије (Љуштина)
Викентије Љуштина (Медак код Госпића, 17. фебруар 1761 — Вршац, 30. април 1805) био је српски теолог, историчар и филолог.

## Биографија
Син Јована Љуштине и Јованке (рођ. Оклобџија). Отац му је био свештеник. Након завршене основне школе у родном месту наставио је да се образује у манастиру Гомирје, где се и замонашио 1783. године. Духовник му је био архимандрит Јоаникије (Јован) Милојевић, васпитач и заштитник великог броја српских ђака који су се школовали у Гомирју. Управо је архимандриту Јоаникију Љуштина посветио своје најзначајније дело Граматика италијанскаја (1794). Овај приручник представља прву италијанску граматику код Јужних Словена, а Љуштина се сматра претечом италијанистике на овим просторима.
Епископ горњокарловачки Петар Петровић рукоположио га је за ђакона 8. фебруара 1783. Наредних осам година провео је у Трсту службујући при цркви Светог Спиридона. Епископ Јосиф Јовановић Шакабента рукоположио га је за презвитера-јеромонаха у Бечу јуна 1790. Потом је у Шопрону био парох и катихета.
Важио је за једног од најобразованијих српских монаха свог времена. Поред грчког и латинског, говорио је и италијански, француски, немачки, мађарски и румунски. Након пет година проведених у Шопрону, уз дозволу митрополита Стратимировића, прешао је у Вршачку епархију, и постао архимандрит манастира Месић јуна 1796. У Вршцу је доста времена проводио у раду црквеног суда. Такође је бринуо и о српским ђацима који су живели и учили у вршачком Алумнеуму.
Сахрањен је у манастиру Месић.